# Сархун – Керман
Сархун — Керман — трубопровід, споруджений для подачі природного газу до провінції Керман.
Наприкінці 20 століття в провінції Хормозган поблизу Бендер-Аббасу почав роботу газопереробний завод Сархун. Частину його продукції спрямували на північ, для чого проклали трубопровід загальною довжиною біля 500 км. Його траса проходить через місто Сірджан та досягає Рефсенджану, де повертає на схід та досягає міста Керман. Газопровід виконали в діаметрах 600 мм та 500 мм, а його пропускна здатність становить 10 млн м3 на добу. Для компенсації падіння тиску спорудили три компресорні станції на 600-мм ділянці трубопроводу — в районі за пів сотні кілометрів північніше від Бендер-Аббасу, біля Хаджіабаду та поблизу Сірджану.
Серед споживачів транспортованого по газопроводу блакитного палива можливо назвати розташований дещо південніше від Рафсанджану великий гірничозбагачувальний комбінат на родовищі міді Сарчешме та ТЕС Керман, зведену на початку 2000-х поблизу однойменного міста. Крім того, в другій половині 2010-х в районі Сірджану почалось спорудження одразу двох електростанцій — ТЕС Гол-Гохар (відноситься до потужного комплексу з видобутку залізної руди та продукування окотишів) і ТЕС Саманган.
Можливо відзначити, що в другій половині 2000-х трубопровід Сархун — Керман отримав можливість приймати ресурс одразу із двох газопроводів, що транспортують продукцію найбільшого газового родовища країни Південний Парс. На півночі його сполучили з трубопроводом Ерсенджан — Рефсенджан — Керман, а на півдні поблизу ГПЗ Сархун пройшов IGAT VII.